# Part Chimp
A Part Chimp (szó szerinti jelentése: "Részben csimpánz") brit rockegyüttes. Alternatív rockot, noise rockot és sludge metalt játszanak. 2000-ben alakultak meg a londoni Camberwellben. Jelenlegi tagok: Tim Cedar, Jon Hamilton, Joe McLaughlin, Iain Hinchliffe. Lemezeiket a Play It Again Sam, illetve a Rock Action Records kiadók jelentetik meg. A "Part Chimp" koncerteken nagyon hangosan és zajosan játszik. Volt tagok: Nick Prior, Tracy Bellaries. Az érdekes nevű együttest Cedar és Hamilton hozták létre, miután kiszálltak a "Ligament" zenekarból. Nick Prior hozzájuk csatlakozott, ő a Scarfo-ban játszott. Iain Hinchliffe nem sokkal később csatlakozott a zenekarhoz. Nick 2004-ben elhagyta az együttest, helyére Joe McLaughlin került. Ő 2006-ban hagyta el a Part Chimp sorait. 2008-ban Tracy Bellaries csatlakozott a zenekarhoz. 2011-ben feloszlottak. 2016-ban a tagok újra összeálltak, eredeti felállásban, és új dalokat kezdtek el írni. 2017-ben piacra dobtak egy új nagylemezt is.

## Diszkográfia

### Stúdióalbumok
- Chart Pimp (2003, szójáték az együttes nevével)
- I Am Come (2005)
- Cup (2007)
- Thriller (2009)
- Reduce to Clear (2009)
- Iv (2017)